# Christina Aguilera (음반)
《Christina Aguilera》는 미국의 가수 크리스티나 아길레라의 데뷔 정규 앨범으로, 1999년 8월 24일 RCA 레코드를 통해 발매되었다. 1998년 디즈니 영화 《뮬란》의 주제가 〈Reflection〉을 녹음한 후, RCA는 즉시 아길레라의 데뷔 앨범 작업에 착수했으며, 원래 1999년 1월 발매를 목표로 트랙을 제안하기 시작했다. 이 앨범은 주로 댄스 팝과 틴 팝으로 구성되어 있으며, 버블검 팝, 알앤비, 소울, 힙합, 발라드 장르가 혼합되어 있다. 제작에는 요한 오베리, 데이비드 프랭크, 론 페어, 가이 로슈, 로빈 시크, 매튜 와일더, 아론 지그먼 등 다양한 프로듀서들이 참여했다.
이 앨범은 긍정적인 평가를 받았으며, 특히 아길레라의 보컬 퍼포먼스와 기교가 호평받았다. 《Christina Aguilera》는 미국에서 첫 주에 25만 3천 장을 판매하며 《빌보드》 200 차트 1위로 데뷔했다. 미국 음반 산업 협회로부터 8× 플래티넘 인증을 받았으며, 미국 내 판매량은 900만 장을 돌파했다. 이는 여성 아티스트의 음반 중에서도 손꼽히는 판매량이며, 전 세계적으로는 1,400만 장 이상 팔려 아길레라의 최다 판매 음반으로 남아 있다. 이 음반은 캐나다, 뉴질랜드, 스위스, 스페인, 남아프리카 공화국 등지에서도 상위 10위권에 진입했다. 이 앨범은 아길레라에게 제42회 그래미 시상식에서 신인상을 안겨주었다. 또한 앨범에서는 〈Genie in a Bottle〉, 〈What a Girl Wants〉, 〈Come on Over Baby (All I Want is You)〉 세 곡이 미국 《빌보드》 핫 100 차트 1위를 차지했으며, 특히 〈Genie in a Bottle〉은 전 세계 20개국에서도 1위를 기록했다. 세 번째 싱글 〈I Turn to You〉는 핫 100 차트에서 3위에 올랐다. 2000년에는 자신의 첫 단독 투어도 진행했으며, 이 앨범은 이후 록앤롤 명예의 전당에 등재되었다.

## 수록곡
1. Genie In A Bottle
2. What A Girl Wants
3. I Turn To You
4. So Emotional
5. Come On Over Baby (All I Want Is You)
6. Reflection
7. Love For All Seasons
8. Somebody's Somebody
9. When You Put Your Hands On Me
10. Blessed
11. Love Will Find A Way
12. Obvious

일본반 보너스 트랙
1. "We're a Miracle"
2. "Don't Make Me Love You"

## 차트 및 인증
| 차트 (1999)              | 최고 순위 |
| ------------------------ | --------- |
| 오스트레일리아 앨범 차트 | 21        |
| 오스트리아 앨범 차트     | 15        |
| 벨기에 앨범 차트         | 19        |
| 캐나디안 앨범 차트       | 1         |
| 네덜란드 앨범 차트       | 21        |
| 핀란드 앨범 차트         | 36        |
| 프랑스 앨범 차트         | 44        |
| 독일 앨범 차트           | 13        |
| 뉴질랜드 앨범 차트       | 5         |
| 노르웨이 앨범 차트       | 28        |
| 스웨덴 앨범 차트         | 60        |
| 스위스 앨범 차트         | 5         |
| 영국 음반 차트           | 14        |
| 미국 빌보드 200          | 1         |

| 국가           | 인증기관 | 인증        | 판매량 및 출하량 |
| -------------- | -------- | ----------- | ---------------- |
| 오스트레일리아 | ARIA     | 플래티넘    | 70,000           |
| 캐나다         | CRIA     | 7× 플래티넘 | 700,000          |
| 유럽           | IFPI     | 플래티넘    | 1,000,000        |
| 멕시코         | AMPROFON | 플래티넘    | 150,000          |
| 네덜란드       | NVPI     | 골드        | 30,000           |
| 뉴질랜드       | RIANZ    | 플래티넘    | 15,000           |
| 스페인         | AFYVE    | 플래티넘    | 100,000          |
| 스위스         | IFPI     | 플래티넘    | 45,000           |
| 영국           | BPI      | 플래티넘    | 300,000+         |
| 미국           | RIAA     | 8x 플래티넘 | 9,142,000+       |

## 발매일
| 국가     | 일자            | 포맷       |
| -------- | --------------- | ---------- |
| 미국     | 1999년 8월 24일 | CD, 카세트 |
| 대한민국 | 1999년 8월 24일 | CD, 카세트 |
| 영국     | 1999년 11월 6일 | CD, 카세트 |

## 같이 보기
- 틴 팝